# Господин редактор безумствует
«Господин редактор безумствует» (пол. Pan redaktor szaleje) — польский черно-белый фильм, комедия 1937 года.

## Сюжет
Музыкальная комедия ошибок в любовном четырёхугольнике: с одной стороны — молодая женщина (автор книги), требующая исправления в газете, и её сестра; с другой — главный редактор газеты и его друг. Флирт в окружении забавных соглашений с банкирами из Шотландии, лыжами, настоящими и фальшивыми медведями.[стиль].

## В ролях
- Адам Бродзиш
- Антони Фертнер
- Станислав Селяньский
- Мечислава Цвиклиньская
- Мария Богда
- Рената Радоевская
- Юзеф Орвид
- Михал Халич
- Лех Оврон
- Феликс Жуковский
- Анджей Богуцкий
- Амелия Роттер-Ярнинская